# 菲雅克站
菲雅克站，是法国的一个铁路车站，位于法国西南部城市菲雅克。

## 位置和线路
菲雅克站位于菲雅克市区的南部，是一个三岔路口车站，呈"Y"字形。主站房位于夹角处，开口朝北。东西两侧则各有2根车道，东侧为菲雅克－阿尔旺铁路，向东北连接欧里亚克方向；西侧为布里夫－图卢兹铁路，向西北连接布里夫拉盖亚尔德方向。两条铁路在菲雅克站南侧交汇并通过一段隧道向南前往卡普德纳克方向。

## 设施
菲雅克站设有一个人工售票窗口及TER列车自动售票机，站前则设有露天停车场但面积较小。
菲雅克站站内没有地下通道或天桥，前往布里夫拉盖亚尔德及图卢兹方向的乘客需要横穿铁路正线前往站台，因此该站存在一定的安全隐患。

## 停靠线路
以下列车线路在菲雅克站停靠：
| 菲雅克站列车线路表         |                   |                   |                     |              |
| 线路                       | 车种              | 上一站            | 下一站              | 大致运行频率 |
| 巴黎—罗德兹/阿尔比         | INTERCITÉ de nuit | 阿西耶            | 卡普德纳克          | 每天1趟      |
| 克莱蒙费朗—图卢兹          | TER               | 巴尼亚克          | 卡普德纳克          | 每天1趟      |
| 欧里亚克/菲雅克—图卢兹     | TER               | 巴尼亚克/（起点） | 卡普德纳克          | 每天4趟左右  |
| 欧里亚克—菲雅克/卡普德纳克 | TER               | 巴尼亚克          | （终点）/卡普德纳克 | 每天2趟左右  |
| 布里夫—罗德兹              | TER               | 阿西耶            | 卡普德纳克          | 每天6趟左右  |
| 1.                         |                   |                   |                     |              |

## 配套交通

### 长途客车
| 停靠菲雅克站的大巴车 |                                         |                                                                                            |
| 上下车地点           | 运营单位                                | 主要目的地                                                                                 |
| 菲雅克站             | 南部-比利牛斯城际客运 Car Midi-Pyrénées | 卡奥尔                                                                                     |
| 菲雅克站             | SNCF                                    | 康布、格拉马、阿西耶（当某条铁路线施工或罢工时，SNCF可能会提供途径该线路沿途站点的大巴车） |
| 菲雅克市区各地       | 洛特省城际客运 Les bus du Lot           | （页面存档备份，存于）                                                                     |
| 1. 2. 3.             |                                         |                                                                                            |

### 市内交通
| 菲雅克站附近的市内公共交通线路 |              |          |
| 公交车站名称                   | 位置         | 停靠线路 |
| GARE SNCF                      | 菲雅克站前方 | 7路      |
| 1.                             |              |          |

## 临近车站
| 菲雅克站（Gare de Figeac）     |                    |              |
| 上行车站                       | 线路               | 下行车站     |
| （起点）                       | 菲雅克－阿尔旺铁路 | 巴尼亚克站   |
| 阿西耶站                       | 布里夫－图卢兹铁路 | 卡普德纳克站 |
| - 本表仅显示运营中的线路及车站 |                    |              |